# リック・ファン・ドロンヘレン
リック・フェン・ドロンヘレン（Rick van Drongelen，1998年12月20日 - ）は、オランダ・テルネーゼン出身のサッカー選手。ポジションはディフェンダー。サムスンスポル所属。

## 経歴
2017年8月3日、ハンブルガーSVと5年契約を結んで移籍した。
2021年6月15日、1.FCウニオン・ベルリンへの移籍が発表された。
2023年7月11日、サムスンスポルに移籍した。